# Frank Marshall (Produzent)

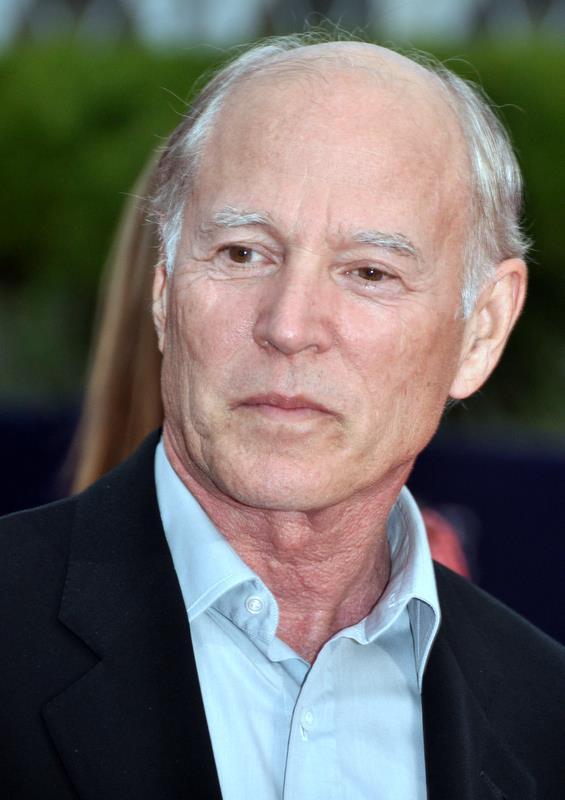
Frank Marshall (2012)

Frank Marshall (* 13. September 1946 in Los Angeles) ist ein US-amerikanischer Filmproduzent, Filmregisseur und Schauspieler. Er ist der Bruder des Filmkomponisten Phil Marshall und Sohn des Komponisten Jack Marshall.

## Leben
Marshall führte Regie bei den Filmen Arachnophobia aus dem Jahr 1990, Überleben! aus dem Jahr 1993 und Congo aus dem Jahr 1995. Für den letzten Film wurde er für die „Goldene Himbeere“ nominiert.
Frank Marshall ist mit der Filmproduzentin Kathleen Kennedy verheiratet. Gemeinsam mit seiner Frau und Steven Spielberg gründete er im Jahr 1982 das Unternehmen Amblin Entertainment, eine der bekanntesten Produktionsfirmen Hollywoods. 1992 gründete er zusammen mit seiner Frau die Produktionsfirma The Kennedy/Marshall Company, mit der Filme außerhalb von Amblin Entertainment produziert werden. 2018 wurde ihnen der Irving G. Thalberg Memorial Award zuerkannt.
Als Schauspieler übernahm Marshall kleine Nebenrollen, u. a. in dem Spielfilm Indiana Jones – Jäger des verlorenen Schatzes. Er arbeitete außerdem in diversen Funktionen an einigen Filmen, u. a. als Produktionsassistent an dem Film Is’ was, Doc? aus dem Jahr 1972.

## Filmografie (Auswahl)
Als Schauspieler
- 1968: Bewegliche Ziele (Targets)
- 1971: Die letzte Vorstellung (The Last Picture Show)
- 1976: Nickelodeon
- 1981: Jäger des verlorenen Schatzes (Raiders of the Lost Ark)
- 1984: Indiana Jones und der Tempel des Todes (Indiana Jones and the Temple of Doom)
- 2006: Eulen – Kleine Freunde in großer Gefahr! (Hoot)
- 2012: Das Bourne Vermächtnis (The Bourne Legacy)
- 2018: The Other Side of the Wind

Als Produktionsleiter, Herstellungsleiter oder Produzent
- 1973: Paper Moon
- 1974: Daisy Miller
- 1981: Jäger des verlorenen Schatzes (Raiders of the Lost Ark)
- 1982: Poltergeist
- 1985: Die Farbe Lila (The Color Purple)
- 1987: Das Reich der Sonne (Empire of the Sun)
- 1987: Falsches Spiel mit Roger Rabbit (Who Framed Roger Rabbit)
- 1989: Always – Der Feuerengel von Montana (Always)
- 1994: Taschengeld (Milk Money)
- 1995: Der Indianer im Küchenschrank (The Indian in the Cupboard)
- 1999: The Sixth Sense
- 1999: Schnee, der auf Zedern fällt (Snow Falling on Cedars)
- 1999: Unschuldig verfolgt (A Map of the World)
- 2002: Signs – Zeichen (Signs)
- 2003: Seabiscuit – Mit dem Willen zum Erfolg (Seabiscuit)
- 2004: Die Bourne Verschwörung (The Bourne Supremacy)
- 2007: Das Bourne Ultimatum (The Bourne Ultimatum)
- 2008: Indiana Jones und das Königreich des Kristallschädels (Indiana Jones and the Kingdom of the Crystal Skull)
- 2008: Der seltsame Fall des Benjamin Button (The Curious Case of Benjamin Button)
- 2009: Crossing Over
- 2010: Die Legende von Aang (The Last Airbender)
- 2012: Das Bourne Vermächtnis (The Bourne Legacy)
- 2015: Jurassic World
- 2016: Jason Bourne
- 2016: Sully
- 2016: Assassin’s Creed
- 2018: Jurassic World: Das gefallene Königreich (Jurassic World: Fallen Kingdom)
- 2018: The Other Side of the Wind
- 2019: Battle at Big Rock (Kurzfilm)
- 2022: Jurassic World: Ein neues Zeitalter (Jurassic World Dominion)
- 2023: Indiana Jones und das Rad des Schicksals (Indiana Jones and the Dial of Destiny)
- 2024: Twisters
- 2025: Jurassic World: Die Wiedergeburt (Jurassic World Rebirth)

Als Regisseur
- 1990: Arachnophobia
- 1993: Überleben! (Alive)
- 1995: Congo
- 1998: From the Earth to the Moon (Dokumentarserie, 1 Episode)
- 2006: Antarctica – Gefangen im Eis (Eight Below)
- 2020: The Bee Gees: How Can You Mend a Broken Heart (Dokumentarfilm)

## Auszeichnungen
Oscar
Nominierung
- 1982: in der Kategorie Bester Film für Indiana Jones – Jäger des verlorenen Schatzes
- 1986: in der Kategorie Bester Film für Die Farbe Lila
- 2000: in der Kategorie Bester Film für The Sixth Sense
- 2004: in der Kategorie Bester Film für Seabiscuit – Mit dem Willen zum Erfolg
- 2009: in der Kategorie Bester Film für Der seltsame Fall des Benjamin Button

Auszeichnung
- 2018: Irving G. Thalberg Memorial Award (zusammen mit Kathleen Kennedy)

Goldene Himbeere
Gewonnen
- 2009: in der Kategorie Schlechteste Neuverfilmung für Indiana Jones und das Königreich des Kristallschädels
- 2011: in der Kategorie Schlechtester Film für Die Legende von Aang
- 2022: in der Kategorie Schlechtester Film für Diana

Nominierung
- 1996: in der Kategorie Schlechteste Regie für Congo
- 2011: in der Kategorie Schlechteste Neuverfilmung für Die Legende von Aang